# Eimersdorf

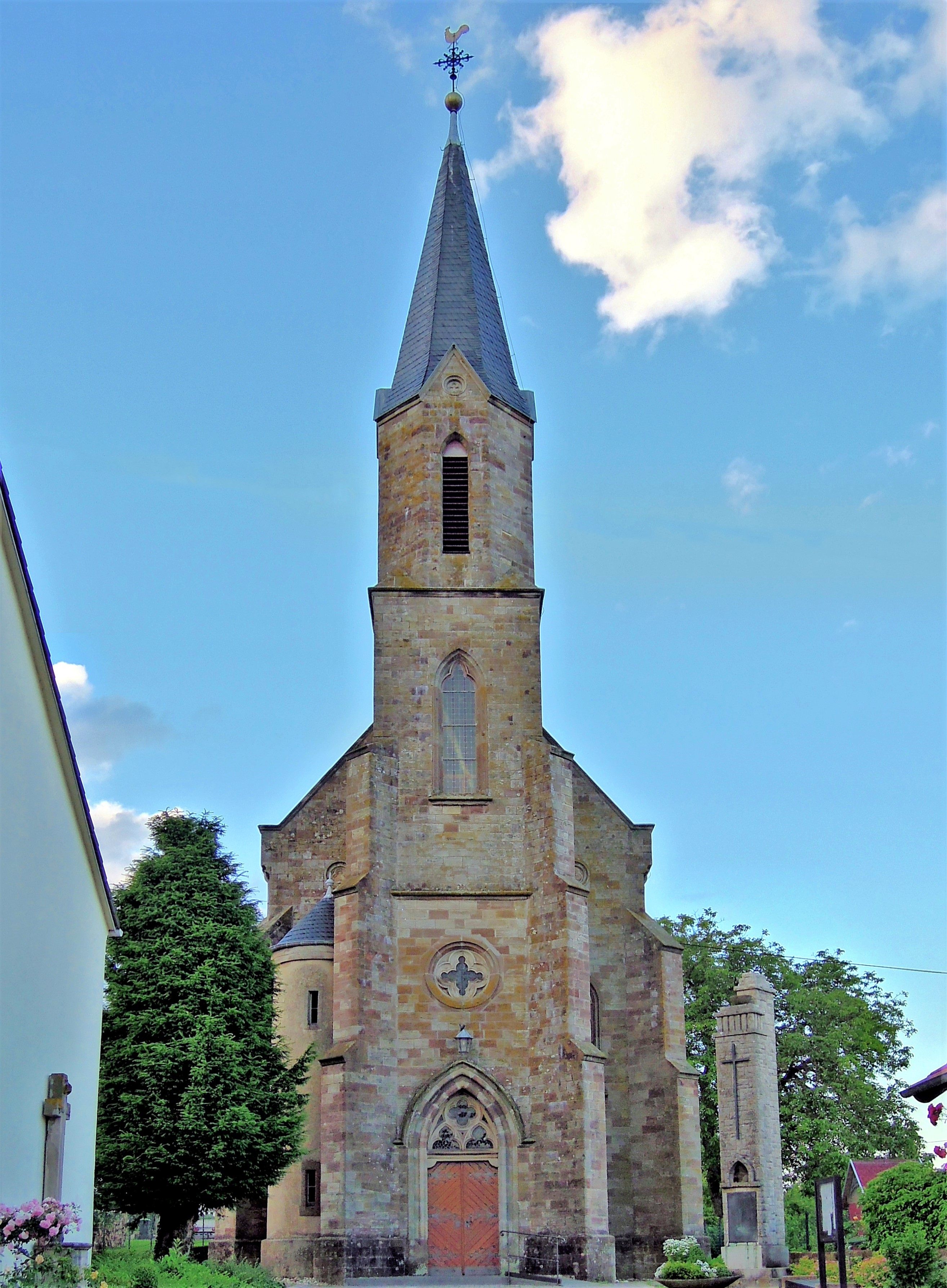
Denkmalgeschützte kath. Kirche St. Margareta

Eimersdorf (Saarländisch: Ämeschdroff) ist ein Ortsteil der Großgemeinde Rehlingen-Siersburg im Landkreis Saarlouis im Saarland und hat ca. 600 Einwohner. Weiträumigere Bekanntschaft erlangte Eimersdorf durch sein reichhaltiges Orchideenvorkommen in seinem großen Naturschutzgebiet. Typisch für die Region sind die Trockenwiesen auf den fetten Muschelkalkböden.

## Lage
Eimersdorf liegt räumlich zentral im Rehlingen-Siersburger Gemeindegebiet am linken Ufer der Nied in Halbhöhenlage an den Ausläufern des Niedgaues.
Eimersdorf hat eine Verkehrsanbindung über Siersburg zur Verkehrsachse Saarbrücken-Luxemburg.
Nachdem die Landwirtschaft in ihrer Bedeutung in Eimersdorf sehr stark zurückgegangen ist, erfüllt Eimersdorf überwiegend die Funktion einer Wohngemeinde. Die Höhenlage steigert den Wert der Wohnfunktion.
In Eimersdorf wurden an mehreren Stellen Spuren römischer Siedlungen festgestellt.
Pflanzenkundlich hat Eimersdorf seine besondere Bedeutung durch das Orchideengebiet, das unter Naturschutz gestellt ist.

## Geschichte
Erste schriftliche erhaltene Quellen weisen auf das 13. Jahrhundert. Lange Zeit gehörte Eimersdorf zu Lothringen, fiel mit dessen Übergang 1766 an Frankreich und verblieb dort bis zum Wiener Kongress. Im Zuge der Gebiets- und Verwaltungsreform wurde die bis dahin eigenständige Gemeinde Eimersdorf im Amtsbezirk Siersburg am 1. Januar 1974 ein Ortsteil der Gemeinde Rehlingen, die später in Rehlingen-Siersburg umbenannt wurde. Durch den Rückgang der Landwirtschaft hat sich Eimersdorf zur reinen Wohngemeinde gewandelt.

## Politik

### Ortsvorsteher
- 1974–1979 :  Josef Stein
- 1979–1989 :  Arnold Dreher
- 1989–1994 :  Volker Heckmanns
- 1994–1997 :  Wendel Stein
- 1997–2019 :  Joachim Stein
- 2019–     :  Helmut Saretzky

## Kultur und Sehenswürdigkeiten

### Bauwerke
In Eimersdorf befinden sich zwei Bauwerke, die als Einzeldenkmale in der Denkmalliste des Saarlandes aufgeführt sind: Die 1899 bis 1900 errichtete katholische Filialkirche St. Margareta und ein Bauernhaus von 1689. Auch zwei Wegekreuze, eines aus dem 4. Viertel des 18. Jahrhunderts und eines von 1847 sind als Einzeldenkmale in der Denkmalliste eingetragen.

## Verkehr
Eimersdorf lag an der strategisch wichtigen Römerstraße Strasbourg-Metz-Trier. Die heutige Dorfhauptstraße folgt im Wesentlichen ihrem Verlauf und verbindet als Landesstraße L 357 den Ort mit Siersburg im Süden und mündet nördlich in die L 170 zwischen Rehlingen und Fremersdorf.

## Persönlichkeiten
- Franz Walter Müller (* 12. August 1912 in Eimersdorf; † 11. Oktober 1998), Romanist und Hochschullehrer